# Smith & Wesson .38/44
Smith & Wesson .38/44 identifica una sèrie de revòlvers Smith & Wesson N-frame de doble acció de 6 trets amb cambra per al cartutx .38 Special carregat a pressions més altes que les que es consideraven adequades per als revòlvers anteriors amb cambra per a aquest cartutx. Les càrregues d'alta pressió .38/44 del cartutx .38 Special van representar una transició entre la munició especial .38 convencional i la nova munició .357 Magnum més potent. Els revòlvers es van fabricar des del 1930 fins al 1941, i després de la Segona Guerra Mundial des del 1946 fins al 1966 fins que els revòlvers Magnum de 0,357 van ser àmpliament disponibles.

## Història

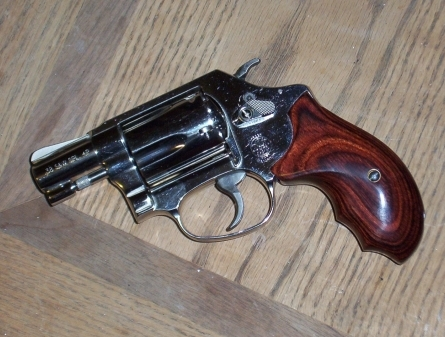
Smith & Wesson .38 Mod. 36-10

A les dècades de 1920 i 1930, la incapacitat de la munició de revòlver del servei policial convencional per penetrar de manera fiable en els automòbils es va percebre com un problema, ja que les agències d'aplicació de la llei dels Estats Units es van trobar amb contrabandistes ben organitzats i finançats. En resposta, Smith & Wesson va presentar el marc gran .38/44 Heavy Duty el 1930. Es basava en el revòlver Special Smith & Wesson Triple Lock .44 i es va fabricar amb un revòlver de 5-polzada (13 cm) canó i mires fixes. L'any següent, Smith & Wesson va començar la producció del .38/44 Outdoorsman amb un 6.5-polzada (17 cm) canó i mires ajustables.
Aquests nous revòlvers van ser dissenyats per a un nou tipus més potent de munició especial .38 capaç de disparar un 158-gra (10.2 g) bala d'aliatge de plom amb punta de coure penetrant metalls a 1,125 peus (343 m) per segon. En comparació, la munició especial convencional .38 dispara un 158-gra (10.2 g) bales a 755 peus (230 m) per segon. Era fàcilment capaç de penetrar en les carrosseries d'automòbils i els blindatges corporals d'aquella època.
A 4-polzada (10 cm) es va oferir el 1935 per als usuaris disposats a acceptar el rendiment balístic reduït d'una arma de foc més compacta. L'atenció dels mitjans de comunicació recollida pel .38/44 i la seva munició va animar a Smith & Wesson a desenvolupar el cartutx .357 Magnum més llarg el 1935. El .38/44 era una opció per als compradors que no volien pagar el preu superior dels nous revòlvers .357 Magnum.
Els 38/44 estaven disponibles amb acabat blau o níquel. La producció va ser interrompuda per la segona guerra mundial. Els números de sèrie de producció de postguerra tenen el prefix de la lletra S. Després de la guerra, aquests revòlvers N-frame van ser populars entre els veterans que carregaven a mà experimentalment el .38 Special a pressions de fins a un cinquanta per cent més altes que els 15.000 psi (103 MPa) recomanats per als convencionals. .38 Revòlvers especials.
El 1957, la versió de mira fixa "Heavy Duty" es va comercialitzar com a Smith & Wesson Model 20 i l'"Outdoorsman" amb mires ajustables es va convertir en Smith & Wesson Model 23 .